# Grup de Dones de la Trinitat Vella
Grup de Dones de la Trinitat Vella és una entitat sense ànim de lucre que va néixer el 1988, amb l'agrupació de diferents usuàries de les activitats i les dinàmiques comunitàries del Centre Cívic Trinitat Vella. En l'origen es fundà per impulsar la Comissió de Festes del barri, una missió de la qual poc després es va encarregar l'associació de veïns, encara que el Grup de Dones de la Trinitat Vella continua col·laborant en l'organització dels espectacles de cultura catalana, com ara les sardanes i les havaneres.
Després d'uns quants anys utilitzant les instal·lacions del centre cívic, el grup va aconseguir un petit local al carrer de la Mare de Déu de Lourdes, on des d'aleshores du a terme tots els tallers i les conferències. Actualment ofereix tallers de sevillanes, treballs manuals, pintura en terracota, i tall i confecció, entre d'altres, i periòdicament organitza conferències sobre salut femenina. Les classes són gratuïtes —les alumnes només paguen el material que fan servir— i són impartides per les integrants del Grup de Dones de la Trinitat Vella.
L'entitat ha tingut un paper cabdal com a referent d'integració per a les dones immigrants del barri, en especial les dones magribines, que des de principi dels noranta formen un important col·lectiu a la Trinitat Vella. El grup organitza berenars interculturals amb dones d'altres països perquè cadascuna expliqui els trets característics de la seva cultura i amb l'objectiu de fer-les participar en la vida comunitària del barri.
El Grup de Dones de la Trinitat Vella també col·labora habitualment amb altres grups del barri, com ara l'associació de veïns, les AMPA de les escoles o l'Associació de Gent Gran de la Trinitat Vella, en la realització de diferents actes festius. I el dia 8 de març organitza una gran festa per commemorar el Dia de la Dona Treballadora. Actualment està format per un grup de vuit dones, i la presidenta de l'entitat des de l'inici és Rosa Alejandre. El 2006 va rebre la Medalla d'Honor de Barcelona.